# Fomite
Un fòmite è un oggetto inanimato che, se contaminato o esposto a microrganismi patogeni (come batteri, virus o funghi), può trasferire una malattia infettiva a un nuovo ospite. Oggi il ruolo dei fomiti nel trasferimento delle malattie è il più elevato nella storia umana a causa dello stile di vita in spazi chiusi. Esempi di fomiti possono essere vestiti sporchi, asciugamani, lenzuola, fazzoletti e medicazioni chirurgiche; gli aghi contaminati sono il fomite più comune per la trasmissione dell'HIV.

## Caratteristiche
Per l'uomo, le cellule della pelle, i capelli, i vestiti e le lenzuola sono comuni fomiti ospedalieri. I fomiti sono associati in particolare alle infezioni acquisite in ambiente ospedaliero, in quanto sono possibili vie di passaggio dei patogeni tra i pazienti. Stetoscopi e cravatte sono fomiti comunemente associati agli operatori sanitari. Anche le apparecchiature ospedaliere di base, come tubi, cateteri e apparecchiature di supporto vitale possono essere fomiti, quando i patogeni formano biofilm sulle superfici.
Oltre agli oggetti in ambito ospedaliero, altre fomiti comuni sono tazze, cucchiai, matite, rubinetti, leve per sciacquone, manopole per porte, interruttori della luce, corrimano, pulsanti per ascensori, telecomandi televisivi, penne, schermi tattili, telefoni pubblici, tastiere e mouse di computer, nonché qualsiasi altro oggetto che può essere toccato frequentemente da persone diverse e pulito di rado.
Si è scoperto che le superfici lisce non porose (come le monete) trasmettono batteri e virus meglio dei materiali porosi (come le banconote) perché i materiali porosi, soprattutto fibrosi, assorbono e intrappolano i patogeni, rendendo più difficile la contaminazione attraverso un semplice tocco. La capacità di trasmissione dipende non solo dalla superficie, ma principalmente dal tipo di agente patogeno: ad esempio, il virus dell'influenza aviaria sopravvive sia su materiali porosi sia non porosi per 144 ore.
Una ricerca del 2007 ha dimostrato che un virus influenzale era ancora attivo sull'acciaio inossidabile 24 ore dopo una contaminazione; sebbene sulle mani sopravviva solo per cinque minuti, un contatto costante con un fomite comporta maggiori probabilità di infettarsi.

## Etimologia
Lo studioso e medico Girolamo Fracastoro sembra aver usato per la prima volta la parola latina fomes, che significa "esca combustibile", con questa accezione, nel suo saggio De Contagione et Contagiosis Morbis, pubblicato nel 1546.
Nella lingua inglese l'uso della parola latina fomes è documentato dal 1658; la parola inglese fomite, che è in uso dal 1803, è una retroformazione dal plurale fomites (prestito linguistico dal plurale latino fōmĭtēs): nel tempo, la pronuncia in lingua inglese della parola latina ha portato alla creazione del nuovo singolare fomite.

## Nella cultura di massa
I fomiti giocano un ruolo chiave nel film del 2011 di Steven Soderbergh Contagion su una pandemia.